# Nejemibré
Nejemibré foi um faraó egípcio efêmero da XIII dinastia egípcia durante o segundo período intermediário reinando c. 1 780 a.C. ou 1 736 a.C.. De acordo com os egiptólogos Kim Ryholt e Darrell Baker, ele era o décimo segundo faraó da dinastia, enquanto Detlef Franke e Jürgen von Beckerath o veem como o décimo primeiro governante.

## Atestados
Nejemibré é conhecido apenas pelo cânone de Turim, uma lista de reis compilada no início do período Raméssida. O cânone dá seu nome na 7ª coluna, linha 14 (entrada de Gardiner 6.14) e credita a ele um reinado muito curto de "7 meses e [dias perdidos]". O fato de o sucessor de Nejemibré, Caanqueré Sebecotepe, ser bem atestado e nunca mencionar sua ascendência levou Ryholt a propor que Caanqueré Sebecotepe não era real e usurpou o trono às custas de Nejemibré.

## Titulatura
|                   |     |   |           |      |
| \| \| \| \| \| \| |     |   |           |      |
|                   |     |   |           |      |
| ra                | nDm | m | mDAt · ib | HASH |

| ra | nDm | m | mDAt · ib | HASH |

|                   |     |   |           |      |
| \| \| \| \| \| \| |     |   |           |      |
|                   |     |   |           |      |
| ra                | nDm | m | mDAt · ib | HASH |

| ra | nDm | m | mDAt · ib | HASH |

|                   |     |   |           |      |
| \| \| \| \| \| \| |     |   |           |      |
|                   |     |   |           |      |
| ra                | nDm | m | mDAt · ib | HASH |

| ra | nDm | m | mDAt · ib | HASH |

|                   |     |   |           |      |
| \| \| \| \| \| \| |     |   |           |      |
|                   |     |   |           |      |
| ra                | nDm | m | mDAt · ib | HASH |

| ra | nDm | m | mDAt · ib | HASH |